# Sørvágur község
Sørvágur község (feröeriül: Sørvágs kommuna) egy község Feröeren. Mykines szigetet és Vágar sziget nyugati részét foglalja magába. A Føroya Kommunufelag önkormányzati szövetség tagja.

## Történelem
A község 1915-ben jött létre Vágar egyházközség szétválásával.
2005. január 1-jén csatolták hozzá a korábbi Bøur és Mykines községeket.

## Önkormányzat és közigazgatás

### Települések
| Település | Népesség | Mióta a község része | Előző község       | Megjegyzés         |
| --------- | -------- | -------------------- | ------------------ | ------------------ |
| Bøur      | 75       | 2005. január 1.      | Bøur község        |                    |
| Gásadalur | 14       | 2005. január 1.      | Bøur község        |                    |
| Mykines   | 16       | 2005. január 1.      | Mykines község     |                    |
| Sørvágur  | 1114     | 1915                 | Vágar egyházközség | A község székhelye |

### Polgármesterek
- Sune Jacobsen (2009–)[5][6]

## Népesség
| Év              | Lakosság |
| --------------- | -------- |
| 1986. január 1. | 976      |
| 1991. január 1. | 985      |
| 1996. január 1. | 887      |
| 2001. január 1. | 907      |
| 2006. január 1. | 1064     |